# Rokytenský rajón (Rovenská oblast)
Rokytenský rajón (ukrajinsky Рокитнівський район) byl rajón ve Rovenské oblasti na Ukrajině. Hlavním městem bylo Rokytne a rajón měl přibližně 56 tisíc obyvatel. 

## Sídla v rajónu
- Rokytne
- Tamašhorod